# 莫里斯里弗鎮區 (新澤西州)
莫里斯里弗鎮區（英語：Maurice River Township）是位於美國新澤西州坎伯蘭縣的一個鎮區。

## 地方資料
莫里斯里弗鎮區的面積為248.38平方千米，當中陸地面積為241.30平方千米，而水域面積為7.08平方千米。根據2020年美國人口普查的數據，當地共有人口6218人，而人口密度為每平方千米25.03人。